# 耳膜穿孔
耳膜穿孔（perforated eardrum）又称鼓膜穿孔（tympanic membrane perforation），是指鼓膜不完整，上面有一个洞。耳膜穿孔后可能会引起听力丧失、耳痛、流出渗出液，或者耳鸣 等相关症状。部分患者伴有暂时性眩晕，如同时存在内耳损伤则眩晕症状可能会持续存在 。耳膜穿孔还可能引起长期听力损失、胆脂瘤和乳突炎等并发症。
耳膜穿孔原因可能有中耳感染、外伤（打耳朵或挖耳取出耵聍和异物等耳朵清理行为）、强噪声或外界大气压力剧烈变化（例如水肺潛水） 。可以通过用耳镜观察来诊断耳膜穿孔。 必要时进行听力测试。
穿孔通常会自愈；建议穿孔自愈前要保持耳朵干燥 。使用抗生素可以预防和治疗感染。如果穿孔较大或穿孔两个月后仍未愈合，可以选择鼓膜修补术 。
鼓膜穿孔比较常见。年轻人最容易出现鼓膜穿孔。男性也比女性容易发生鼓膜穿孔。鼓膜穿孔治疗历史长久，最早可以追溯到 17世纪40 年代，当时是在穿孔的耳朵中放入耳塞进行治疗 。